# 오슬로 공항
오슬로 공항(노르웨이어: Oslo lufthavn, IATA: OSL, ICAO: ENGM)은 노르웨이 아케르스후스주에 있는 공항이다. 노르웨이 국내선의 허브 공항이자, 국제선의 주요 공항이다. 노르딕 국가에서 두 번째로 교통량이 많다. 스칸디나비아 항공, 노르웨이 에어 셔틀의 허브 공항이며, 비데뢰의 초점 도시이다. 국내선 항로 25개, 국제선 27개, 대륙간 항로 5개가 열려 있다. 2009년 한 해 이용객은 약 1800만 명이며, 이 중 860만 명은 국내선 이용객이다.
오슬로 북동쪽으로 약 35 km 떨어진 울렌사케르의 가르데르모엔에 있다. 평행하게 설치된 남북 방향 활주로가 2개 있으며, 각각 길이는 3600m, 2950m이다. 탑승구는 총 71개 있으며, 이 중 34곳에는 탑승교가 설치되어 있다. 오슬로 도심과는 가르데르모 선으로 연결되어 있으며, 오슬로 센트랄 역으로 직통하는 플뤼토게 및 기타 본선 열차가 운행한다. 민간 부분은 국가가 소유한 아비노르의 자회사 오슬로 루프트하븐 AS에서 운영한다. 활주로를 공유하는 별도의 공군 기지가 설치되어 있다. 오슬로에 취항하는 저가 항공사는 산드피오르 토르프 공항 및 모스 뤼게 공항을 사용한다.
노르웨이 군에서 1740년부터 이 지역을 사용하였으며, 첫 군사 공항 시설은 1940년대에 지어졌다. 당시 가르데르모엔 공항은 오슬로 포르네부 공항의 예비 공항으로 사용되었다가, 1998년 10월 8일 새로 공항을 개업하면서 포르네부 공항은 폐쇄되었다.

## 시설

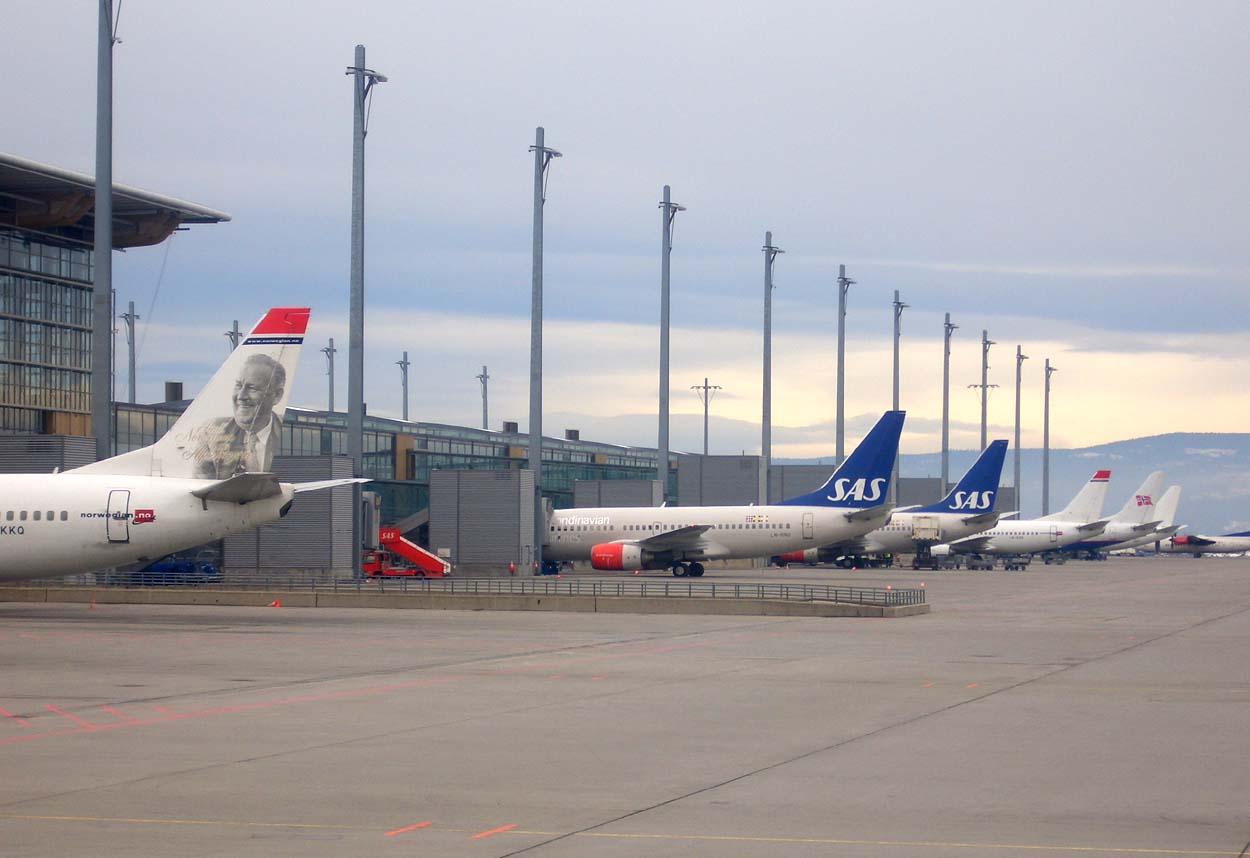
노르웨이 에어 셔틀과 SAS 브로텐스의 항공기

공항의 총 면적은 13 제곱킬로미터이다. 애틀랜타 모델을 기반으로 하며, 평행한 두 활주로와 두 지역으로 나뉜 하나의 터미널 건물이 있다. 비상업적 비행은 허용되지 않으며, 이를 위한 공항으로는 셸레르 공항, 라케스타드 공항, 퇸스베리 야를스베리 공항이 있다. 가르데르모엔은 오슬로 동북쪽 35km에 있다.

### 터미널
여객 터미널은 14만 8000 제곱미터 규모이며, 길이는 819m이다. 52대의 항공기가 주박할 수 있으며, 이 중 34대는 탑승교로 연결되며 18대는 버스로 이동한다. 34개의 탑승교 중 17개는 국내선, 17개는 국제선용으로 사용된다. 연간 처리 가능한 이용객 수는 1700만 명이지만, 2008년 이용객 수는 1930만 명이다. 공항 안내 방송이 없으며, 항공편 알림은 공항 곳곳의 모니터로만 이루어진다. 국내선과 국제선 양쪽에 놀이방이 있으며, 국내선 쪽에는 정숙실이 있다. 공항에는 의료 인력이 상주 중이다.
공항 수입 중 절반 가량이 판매 시설에서 나온다. 식당은 총 20곳 있으며, 식당과 상점 및 기타 가게를 포함한 면적은 약 7200 제곱미터이다. 공항 면세점은 1530 제곱미터 규모이다. 국제선 탑승동의 앞쪽에 있으며, 터미널의 대부분을 차지한다. 원래 공항 설계상 모든 탑승객이 면세점을 지나가게 하려고 하였다. 공항 면세점 밖으로 나가는 것을 권장하지 않는 표지판이 있었으나, 2008년 비판을 받고 제거되었다. 도착하는 승객 역시 짐을 찾기 전에 면세점을 거쳐야 한다.
노르웨이 왕실, 정부 구성원, 외국 국가 원수를 위한 VIP 라운지가 있다. 공항의 서쪽에는 화물 항공편, 비즈니스 제트, 앰뷸런스를 처리하는 터미널이 있다. 공항의 난방은 지열로 이루어지며, 난방으로 연간 32.6 GWh, 냉방으로 연간 5.6 GWh를 사용한다. 이 외에도 연간 110 GWh 규모의 전기를 사용한다.

### 활주로 및 관제

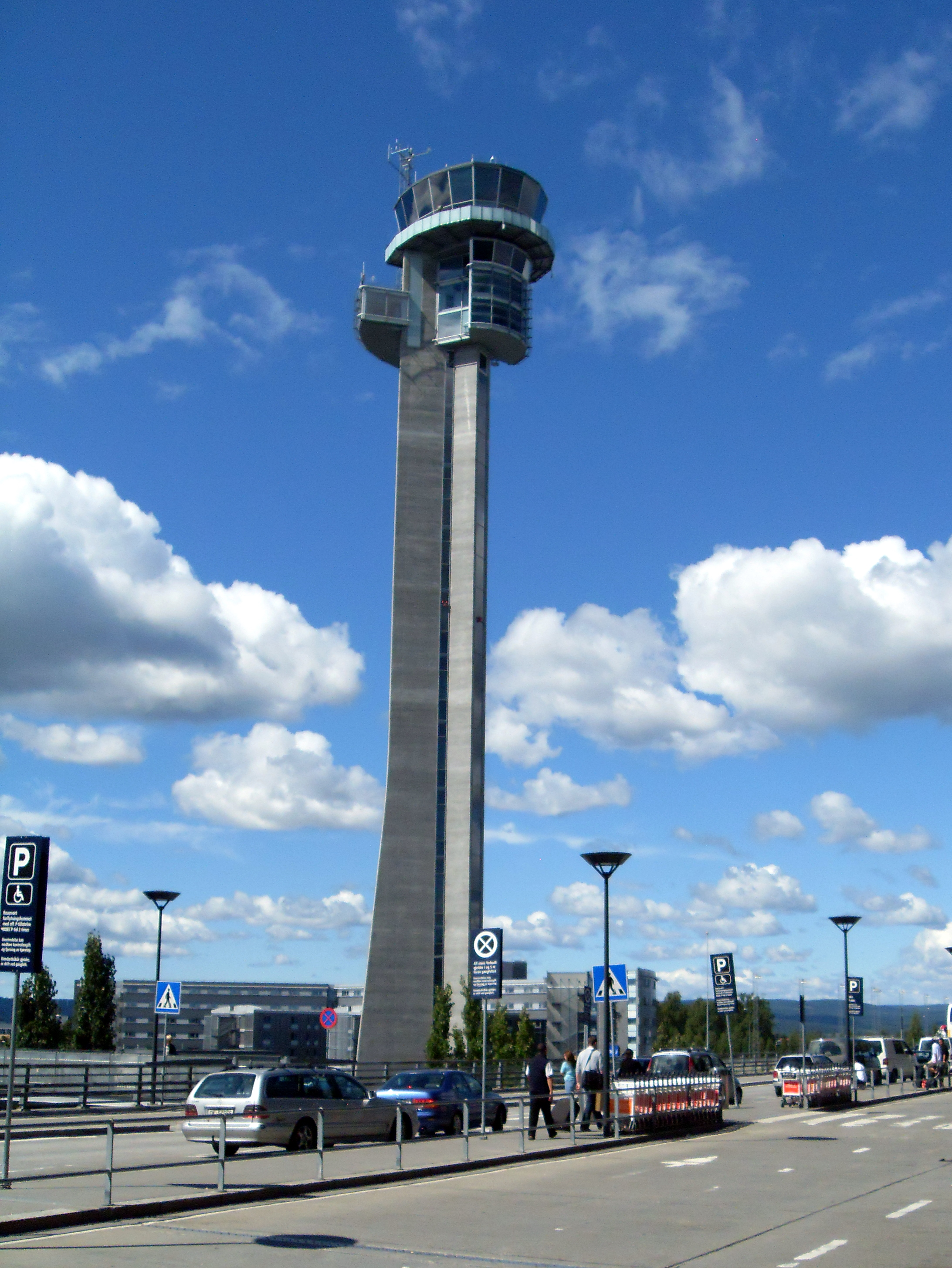
관제탑

두 활주로가 평행으로 01/19 방향으로 설치되어 있다. 서부 활주로는 3600m, 동부 활주로는 2950m이다. 시간당 항공기 80대를 처리할 수 있다. 활주로에는 ILS 3A가 설치되어 있으며 90m 높이의 관제탑에서 관리한다. 공항 이륙 후 15 km 이상 비행하면 오슬로 항공 관제 센터로 넘어간다. 공항에는 지상 레이다가 2기 있으며, 활주로의 양 끝에 설치되어 있다. 탑승구와 활주로를 따라서 항공기 유도등이 설치되어 있다.
해빙 시설이 4기 설치되어 있다. 소방서는 2개 설치되어 있으며, 각각 3대의 소방차를 보유하고 있다. 공항 기상대는 12개의 관측 지점과 16명의 직원이 상주하고 있다. 오후 11시부터 다음날 오전 6시까지 부분적으로 통행 금지가 적용되며, 북쪽을 향한 이착륙만 가능하다.

### 공군 기지
노르웨이 공군의 기지가 탑승동 북쪽에 있다. 1994년 설치되었으며, 록히드 C-130 허큘리스 2기가 대기 중이다. 공군 기지 건물은 41,000 제곱미터이며, 최대 폭은 400m이다. 민간 영역을 사용하지 않고 확장할 수 있는 구조로 지어져 있다. 공군에서는 민간 터미널을 사용하여 군사 수송을 하기도 한다.

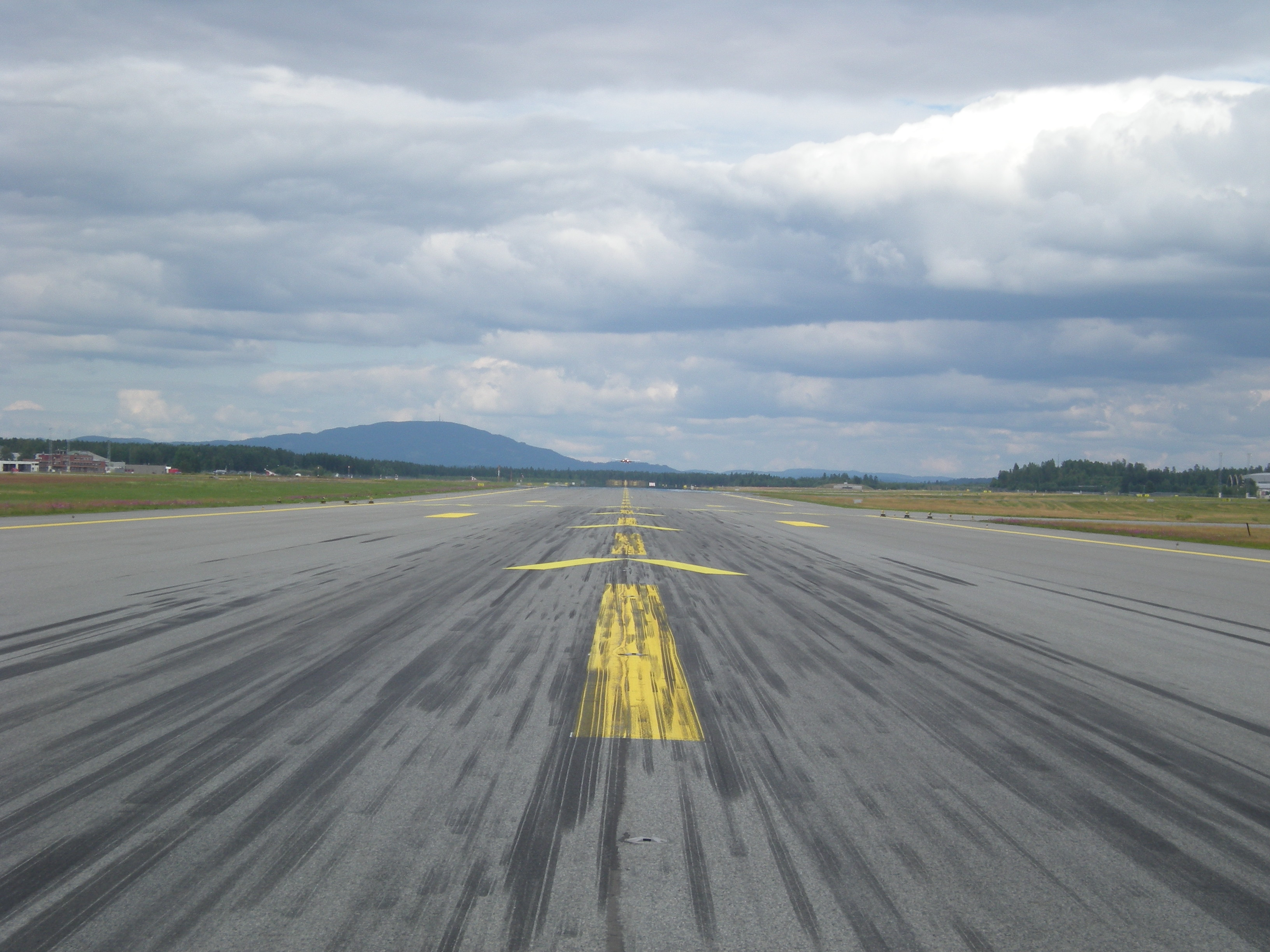
활주로 둘 중 하나

## 조직
공항 소유자는 아비노르의 자회사 오슬로 루프트하운 AS이며, 아비노르는 46개의 공항을 관리하는 노르웨이 국가 소유 회사이다. 2008년 오슬로 공항의 영업 이익은 35억 8500만 크로네이며, 순 수익은 11억 2500만 크로네이다. 가르데르모엔 공항의 영업 이익은 더 작은 공항의 손실을 보충하는 데 사용한다. 2008년 기중 오슬로 루프트하운 AS의 직원은 435명이다.
자회사로 오슬로 루프트하운 에이엔돔 AS(Oslo Lufthavn Eiendom AS)가 있으며, 공항 주변의 부동산을 개발한다. 라디슨 블루 계열 호텔, 사무실 및 회의장 플뤼포르텐, 직원 주차장을 소유하고 있다. 2010년 완공 예정인 호텔이 하나 더 있다. 2008년 영업 이익은 1억 2690만 크로네이며, 순수익은 5480만 크로네이다. 공항의 통신 설비는 오슬로 루프트하운 텔레 오그 다타 AS(Oslo Lufthavn Tele og Data AS)에서 담당하며, 오슬로 루프트하운 AS와 텔레노르의 합작 벤처이다.

## 교통량
오슬로 공항 주변 인구는 약 250만 명이며, 동부 노르웨이 대부분과 스웨덴의 일부를 포함한다. 2009년에는 승객 18,087,722명, 화물 77,761t, 항공기 이동량 211,048대를 처리하였다. 2008년 EEA 내 공항 중 7번째로 승객이 많은 공항, 국내선 기준 6번째로 승객이 많은 공항에 선정되었다. 노르딕 국가 중에서는 코펜하겐 공항 다음으로 바쁜 공항이다. 가장 승객이 많은 항로는 트론헤임 방면이며, EEA 내 항로 중 10번째로 승객이 많으며 연간 승객 수는 160만 명이다. 베르겐과 스타방에르 방면 국내선, 스톡홀름과 코펜하겐 방면 국제선을 포함하여, EEA 내 항로 중 승객 수가 많은 항로 25개 중 5개 항로의 기점이다.

## 지상 교통
오슬로 도심에서 47 km 떨어져 있기 때문에 도심으로 가는 대중 교통이 발달되어 있다. 교통량의 약 60%가 대중 교통이며, 전 세계 공항 중 대중 교통 이용량이 가장 많다.
가르데르모 선은 공항 영업과 동시에 개업하였고, 공항 터미널 지하에 역이 있다. 오슬로 센트랄 역과의 직통 열차는 1시간당 6회 운행하며, 운행 시간은 19분 걸린다. 이 중 3편은 드람멘 역까지 운행한다. 공항 직통 열차는 육상 교통의 34%를 차지한다.
노르웨이 국유 철도(NSB)는 공항을 경유하여 에이스볼 및 콩스베르그 방면 통근 열차를 운행하며, 오플란 및 헤드마르크, 베스트폴 지역으로 장거리 열차를 운행한다. 모든 열차는 오슬로를 경유하며, 베스트폴 지역으로 가는 열차는 산드피오르 토르프 공항을 경유한다. 트론헤임으로 가는 열차 5편성이 공항을 경유하며, 1편은 야간 열차이다.

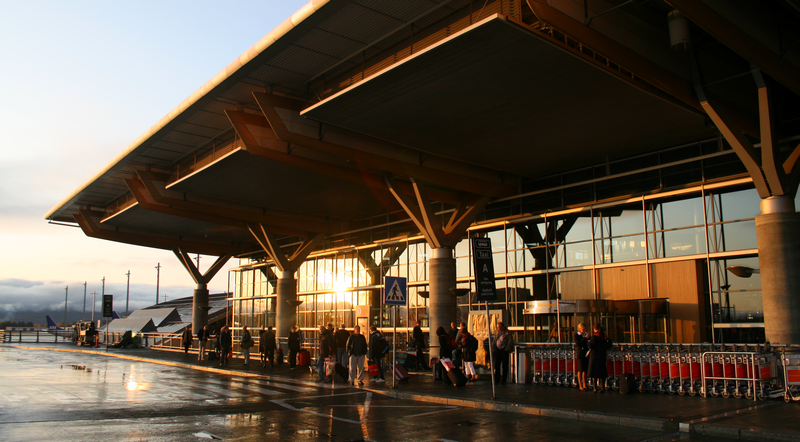
출발 터미널

오슬로, 프레데릭스타드, 스키, 예비크에서 공항 버스가 운행한다. 이 외에도 노르웨이의 여러 고속 버스가 정차한다.

## 역사

### 군사 기지

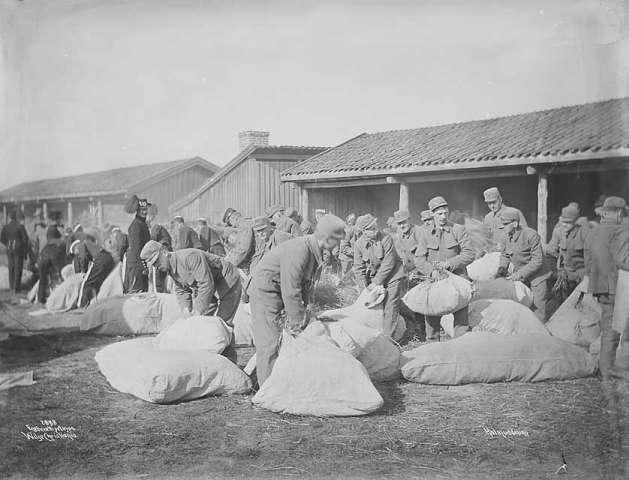
1904년 군사 기지

덴마크-노르웨이 군대는 1740년부터 군사 기지로 사용하였다. 1834년에는 보병, 1860년에는 포병이 사용하였다. 1860년 첫 막사가 지어지기 전까지는 텐트를 사용하였다. 1900년대에는 별개의 건문이 들어서서 상시 기지를 사용할 수 있게 되었다. 1925년에는 총 11개의 건물이 있었다. 1912년 첫 비행기가 이륙하였고, 가르데르모엔 기지는 군용 공항으로 사용되었다.
제 2차 세계대전 동안 노르웨이가 점령되었을 때 독일 공군이 점령하였고, 이 때 2000m급 활주로 2기와 공항 시설이 건설되었다. 종전 이후 노르웨이 공군이 권한을 회복하여 주 공군 기지로 개조하였다. 전투 비행단 3개, 수송단 1개가 주둔하였다.
1946년 브로텐스 SAFE에서 정비 기지를 설치하였으나 2년 후 철수하였다. 이후 오슬로 포르네부 공항의 비상시 대체 공항이 되었다. 1946년부터 1952년까지 포르네부 공항 활주로 증축 공사를 하는 동안, 모든 대륙간 항공편은 가르데르모엔 기지에서 처리하였다. 시험 비행이나 비상업 비행장으로 사용되었다. 1960년 일부 상업 비행편이 이 공항을 이용하였다. 1960년 스칸디나비아 항공에서 Sud Aviation Caravelle 제트기를 구매하였을 때, 1962년 포르네부 공항의 활주로가 다시 확장되기 전까지는 가르데르모엔 공항을 사용하였다. 1962년 뉴욕 직항편을 개설하였으나 얼마 못 가 종료되었다.

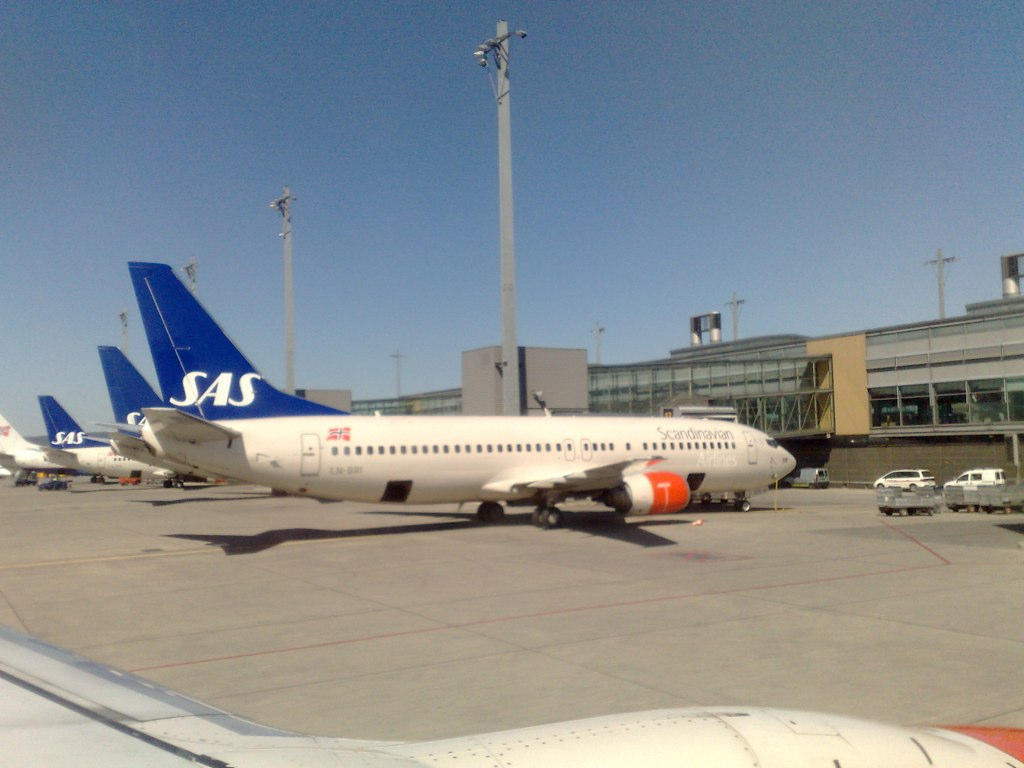
스칸디나비아 항공 소속 항공기

1972년 용량 문제로 인하여 모든 전세기를 가르데르모엔 공항으로 이동하였으나, SAS 및 브로텐스 SAFE는 예외였다. 이전 격납고는 탑승동으로 개축되었고 1974년 연간 탑승객은 26만 9000명이었다. 1978년에는 1주 1회 뉴욕행 항공편이 개설되었다. 1983년에는 SAS 및 브로텐스의 전세기도 가르데르모엔으로 이전하였고, 75만 명까지 연간 이용객이 증가하였다. 종전 이후 활주로가 확장되었으며, 1985년 확장 이후 활주로 거리는 3050m이었다.

### 지역화 논쟁
오슬로의 첫 공항은 1912년 개업한 셸레르 공항이며, 그레스홀멘 공항은 1926년까지 해양 비행기를 처리하였다. 노르웨이의 첫 항공사 Det Norske Luftfartrederi는 1918년 창립하였고 그레스홀멘 공항 개업 이후 루프트한자가 정기 항공편을 취항하였다. 1939년 포르네부 공항이 개항하였다. 이후 포르네부 공항은 계속 확장되어 1962년에는 제트 여객기가 취항할 수 있게 되었고, 1964년에는 새 탑승동이 건설되었다. 도심에서 8 km 떨어진 반도에 있으며 주거 지역과 가깝기 때문에 더 이상의 확장이 불가능했다. 1972년 전세기를 가르데르모엔 공항으로 이동하기로 하면서, 모든 국제선을 가르데르모엔 공항으로 옮길지, 새 공항을 지을지 결정해야 했다.

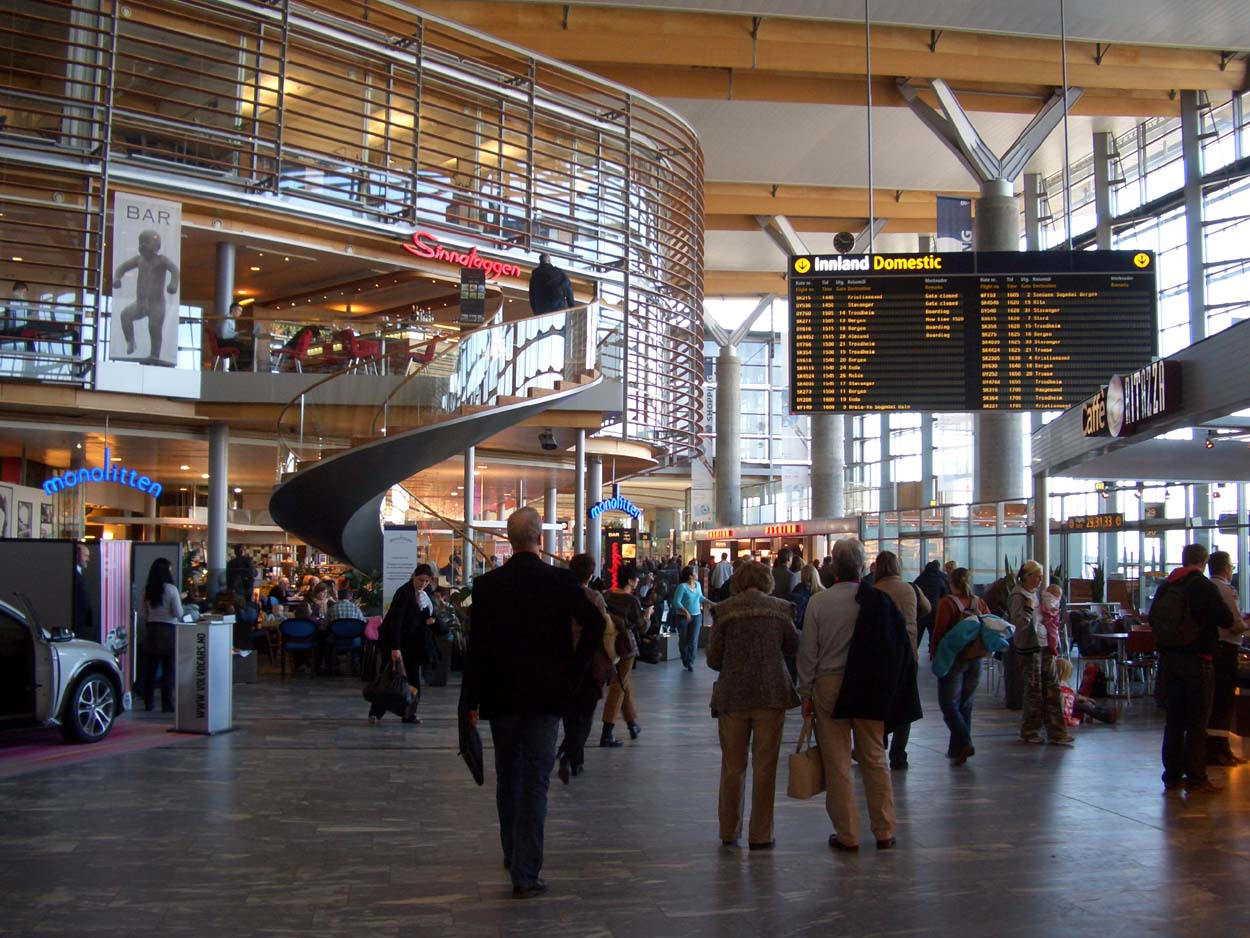
국내선 청사 입구

1946년부터 가르데르모엔 공항은 오슬로와 동부 노르웨이의 공항으로 제안되었다. 1970년 정부 보고서는 호뵐에 새로운 공항을 짓는 것을 제안하였으나 아직 때가 아니라고 하였다. 이후 토지를 공항으로 사용하기로 보존하였다. 1970년대 사회당 및 중앙당에서 동부 노르웨이의 농촌 지역을 발전시키기 위한 투자를 최우선 정책으로 제시하였다. 1983년 국회에서는 전세기와 여객기를 계속 나누기로 하였고 포르네부 공항 터미널을 확장하기로 하였다.
1985년 교통량이 증가하여 1988년 모든 국제선 항공편을 가르데르모엔으로 이동하기로 하였다. 그와 동시에 호뵐의 공항용으로 예정되어 있던 토지가 공항 지정에서 해제되었다. 초기 보고서에는 가르데르모엔 공군 기지에 대한 내용이 빠져 있었기 때문에 의회에서 거부되었다. 1988년 정부에서는 후룸을 공항 위치로 결정하였으나, 1989년 기상 조사에서 적합하지 않다고 하였다. 일부 기상학자와 조종사들은 조사 결과가 조작되었다고 하였으나, 정부 위원회에서 조사에 문제가 없다고 결론을 내렸다.
후룸을 사용할 수 없기 때문에 다시 가르데르모엔으로 공항이 변경되었다. 노르웨이 보수당은 호뵐에 짓기를 원하였으나, 다른 당의 제안을 지지하기로 하였다. 1992년 8월 8일 노르웨이 국회에서 가르데르모엔 공항 건설안이 의결되었다. 동시에 고속 철도를 건설하기로 의결하였다.
가르데르모엔 공항 논쟁 역시 노르웨이 국회에서 해결되었다. 1994년 기상 보고서가 조작되었다고 주장한 공학자 얀 프레드리크 비보르그(Jan Fredrik Wiborg)가 코펜하겐에 있는 호텔에서 자살하였다. 자살 동기는 완전히 밝혀지지 않았으며, 기상 조사에 관한 보고서가 사라졌다. 2001년 사건 보고서가 출간되었다.

### 공사
동부 노르웨이에 사용되는 국가 자본 투자에 영향을 적게 주기 위해서, 노르웨이 국가에서는 민간 공항 공사의 자회사에서 공항 건설 및 운영을 담당하기로 결정하였다. 건설 자금이 정부 예산에서 나오지 않도록 하기 위해서였다. 1992년 오슬로 호베드플뤼플라스 AS(Oslo Hovedflyplass AS)로 설립되었으며, 1996년 현재 이름으로 개명되었다. 1997년 1월 1일 오슬로 포르네부 공항 운영도 인수하였다. 자본금은 2억 크로네이며, 회사 자산은 포르네부 공항 매각액 20억 크로네 및 부채 9억 크로네이다. 나머지 자금은 국채에서 끌어왔으며, 공항 철도 및 도로 투자는 22억 크로네이다. 이 중 오슬로 루프트하운 AS의 부채는 11억 크로네이다.

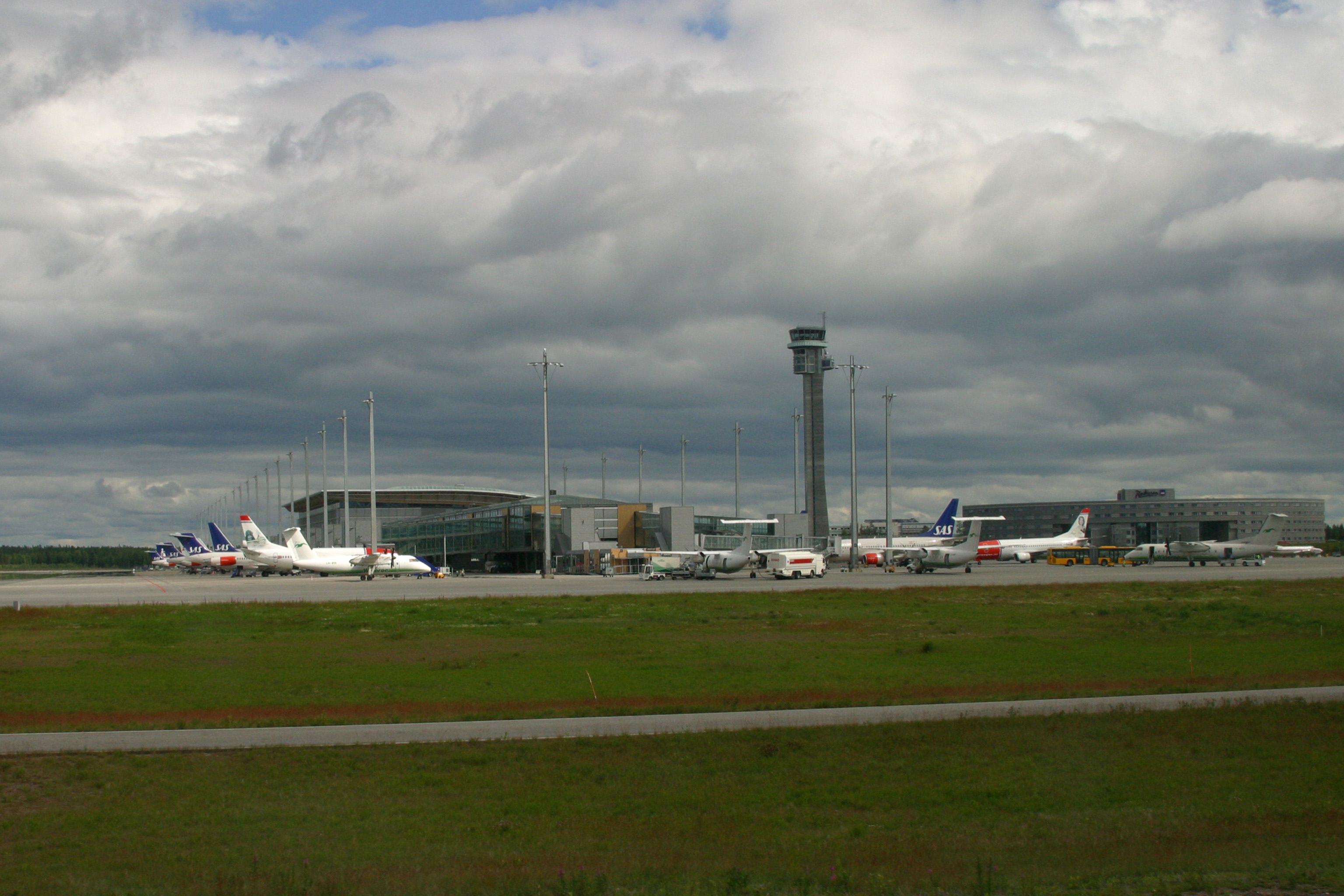
The west side of the terminal

국회 결정 이후 공군 기지 및 민간 가옥 약 270세대를 매입하여야 했고, 토지 보상비로 17억 크로네가 소요되었다. 공항 부지 자체는 국가에서 임대하였다. 공사 기간의 첫 두 해는 공군 기지를 철거하고 새로 짓는 과정이었다. 이 과정에서 공군 기지의 규모가 축소되었다.
실제 공항 착공은 1994년 8월 13일이다. 서부 활주로는 이미 지어져 있으며, 1989년 공군에서 개축하였다. 동부 활주로를 새로 짓기 위해서 언덕을 폭파하고 폭파 잔해로 필요한 곳을 매립하였다. 안전 사고는 노르웨이 평균의 1/3 수준이었으며, 사상자는 발생하지 않았다. 포르네부 공항의 마지막 비행은 1998년 10월 7일 이루어졌으며, 이사 과정에 사용된 인원은 총 300명, 500대 트럭 분량이었다. 가르데르모엔 공항은 1998년 10월 8일 개업하였다.
항공사들은 가르데르모엔 공항에 직접 시설을 건설해야 하였다. 스칸디나비아 항공은 55000 제곱미터 규모의 정비 기지, 차고, 화물 터미널 등을 포함한 시설을 13억 9800만 크로네로 건설하였다. 맥도넬 더글라스 DC-9 및 MD-80 항공기의 정비 기지는 7억 5천만 크로네 규모이다. 화물 처리 시설은 21000 제곱미터 규모이며 노르웨이 우체국과 공유한다. 여객 터미널에 스칸디나비아 항공 라운지가 2곳 있다. 브로텐스 항공은 스타방에르 공항에 정비 기지가 있었기 때문에 2억 크로네를 사용하였다. 9000 제곱미터 규모의 격납고 6곳을 건설하는 비용은 1억 크로네를 포함한다.
노르웨이 의회에서 공항 고속선을 짓기로 하였다. 가르데르모 선은 오슬로 도심과 공항을 연결하며, 허용 최고 속도는 시속 210km이다. 공항처럼 공항 철도도 민자로 건설되었다. 건설 회사는 국가에서 돈을 빌리고 영업 이익으로 국가에 진 빚을 같았다. 건설 과정 중 로메리케 터널에서 누수가 발생하여 터널 위 저수지의 물이 마르는 일이 있었다. 누수를 막는 데 사용한 시간과 자금은 전체 예산을 초과하였고, 1999년 8월 1일이 되어야 터널이 개통되었다. 터널이 개통되기 전까지는 공항 방면으로 1시간당 2회만 운행하였다.

### 영업과 성장

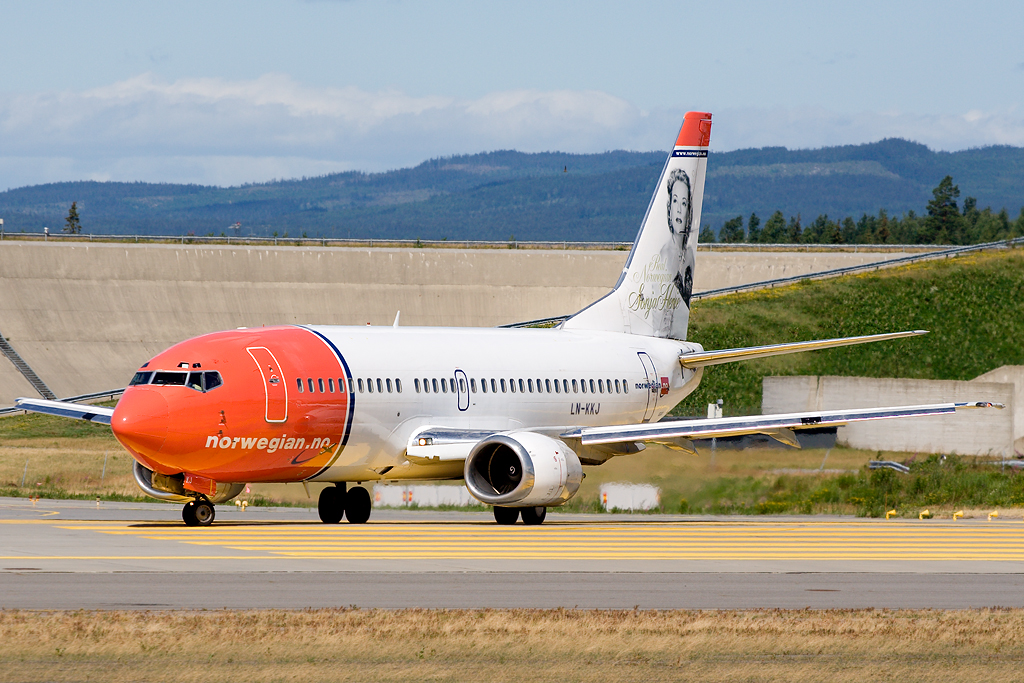
노르웨이 에어 셔틀의 보잉 737

공항 처리 용량이 증가하여 베르겐, 트론헤임, 올레순 등지로 저가 항공사가 취항하기 시작하였다. 처음으로 취항한 저가 항공사 컬러 에어는 승객 수 부족으로 1999년 10월 파산하였다. 인기있는 항로는 여러 회사간 경쟁이 치열하였다.
가르데르모엔 공항, 포르네부 공항, 후룸 공항 모두 안개와 진눈깨비 문제 때문에 공항을 사용할 수 없는 문제가 있었다. 겨울 동안 과냉각 상태의 비가 자주 내렸다. 공항 지하에는 지하 상수원이 있기 때문에 해빙제 사용이 제한되어 있다. 1998년 12월 14일 안개와 과냉각 비가 같이 내려서 가르데르모 공항의 운행에 차질이 생겼다. 최소한 20대의 항공기가 이륙 도중 엔진이 고장났고, 5대의 항공기는 엔진 1기만으로 비상 착륙을 해야만 했다. 2006년 1월 18일 적외선을 사용하는 해빙 장치가 설치되었으나, 성공하지는 못하였다.

## 미래
승객 수가 급증하여 연간 이용객 1700만명 규모의 설계 용량이 이미 가득 찼으며, 조만간 설계 한계 2000만명에 이를 것으로 보인다. 현재 터미널의 500m 북쪽에 두 번째 터미널(T2)을 건설할 계획이 있으며, 2012년 이후 완공 예정이다. 터미널 2에는 총 8대의 비행기가 착륙할 수 있다. 공항 완공 전부터 확장 계획이 있었기 때문에 택지 개발 계획에 확장 부지를 포함하였다. 2009년부터 현재 터미널을 증축하여 10대의 비행기가 더 착륙할 수 있도록 할 예정이다.
정부 측에서는 세 번째 활주로를 논의하였으나, 완공 시기는 불투명하다. 아비노르에서도 세 번째 활주로가 필요할 것이라고 예상하였으나, 런던 히드로 공항과 같은 더 큰 공항에도 활주로가 2기만 있다고 지적하였다. 노르웨이 교통부의 전 장관은 활주로가 많아지면 공항 내 지상 이동이 증가하여 불편하다고 지적하였다.

## 운항 노선

### 국제선
| 항공사               | 목적지 |
| -------------------- | --- |
| 스칸디나비아 항공    | 그란 카나리아, 뉴어크, 더블린, 뒤셀도르프, 라르나카, 런던(히드로), 레이캬비크, 말라가, 맨체스터, 밀라노(말펜사), 바르셀로나, 베르겐, 브뤼셀, 빌룬드, 스톡홀름(알란다), 알리칸테, 알보르그, 암스테르담, 취리히, 코펜하겐, 파리(샤를 드 골) 계절편: 가지파샤, 그단스크, 뉴욕(JFK) - (2025년 3월 30일 신규취항), 니스, 로마(레오나르도 다 빈치), 뮌헨, 밀라노(리나테), 베네치아, 베를린, 슈투르가르트, 스플리트, 아테네, 안탈리아, 제네바, 카니아, 카타니아, 탈린, 테네리페(남부), 티바트, 파로, 팔레르모, 팔마데마요르카, 풀라, 피렌체, 피사 |
| 노르웨이 에어 셔틀   | 그단스크, 그란 카나리아, 니스, 더블린, 뒤셀도르프, 라르나카, 런던(개트윅), 로마(레오나르도 다 빈치), 리가, 마드리드, 말라가, 맨체스터, 뮌헨, 밀라노(말펜사), 바르샤바, 바르셀로나, 베르가모, 베르겐, 베를린, 베오그라드, 부다페스트, 부쿠레슈티, 빈, 빌뉴스, 빌룬드, 슈체친, 스톡홀름(알란다), 안탈리아, 알리칸테, 암스테르담, 에든버러, 제네바, 코펜하겐, 크라우프, 탈린, 테네리페(남부), 파로, 파리(샤를 드 골), 팔랑가, 프라하, 프리스티나, 푼샬, 함부르크, 헬싱키 계절편: 가지파샤, 나폴리, 두바이(알막툼), 두브로브니크, 란조르테, 레이캬비크, 로도스, 리스본, 리옹, 마라케시, 몽펠리에, 바르나, 바리, 바젤/뮐루즈, 발레타, 베네치아, 베로나, 보드룸, 보르도, 볼로나, 부르가스, 브로츠와프, 빌바오, 사라예보, 산토리니, 소피아, 스코페, 스플리트, 아가디르, 아작시오, 아테네, 올비아, 이비자, 이스탄불(아르나부코이), 자다르, 잘츠부르크, 카니아, 카타니아, 케팔로니아, 코르푸, 테살로니키, 티라니아, 티바트, 팔마데마요르카, 포르토, 풀라, 프리베자, 피사, 헤라킬리온, 후르가다 |
| 노르스 애틀랜틱 항공 | 마이애미, 방콕(수완나품) 계절편: 뉴욕(JFK), 로스앤젤레스 |
| 대한항공             | 계절편: 서울(인천) |
| 에어프레미아         | 부정기편: 서울(인천) |
| 타이항공             | 방콕(수완나품) |
| 카타르 항공          | 도하 |
| 에미레이트 항공      | 두바이 |
| 이스라 항공          | 전세편: 텔아비브 |
| 에티오피아 항공      | 아디스아바바, 스톡홀름(알란다) |
| 플라이이집트         | 전세편: 샤름엘셰이크 |
| 영국항공             | 런던(히드로) |
| 이지제트             | 계절편: 맨체스터, 밀라노(말펜사), 제네바, 파리(샤를 드 골) |
| TUI 항공             | 런던(개트윅), 맨체스터 |
| 에어 프랑스          | 파리(샤를 드 골) |
| 루프트한자           | 뮌헨, 프랑크푸르트 |
| 유로윙스             | 함부르크 계절편: 뒤셀도르프 |
| 라이언에어           | 런던(스탠스테드), 빌뉴스, 카토비체 |
| KLM                  | 암스테르담 |
| 트랜스아비아 항공    | 에인트호번, 파리(오를리) |
| 룩스에어             | 룩셈부르크 시티 |
| 브뤼셀 항공          | 브뤼셀 |
| 스위스 국제항공      | 제네바, 취리히 |
| 오스트리아 항공      | 빈 |
| 에게 항공            | 아테네 계절편: 로도스, 카니아 |
| 이베리아 항공        | 마드리드 |
| 볼로테아 항공        | 리옹 |
| 부엘링 항공          | 바르셀로나 |
| 터키항공             | 이스탄불(아르나부코이) |
| 선익스프레스 항공    | 이즈미르 |
| 페가수스 항공        | 이스탄불(사비하 괵첸) |
| 프리버드 항공        | 전세편: 달라만, 안탈리아 |
| TAP 포르투갈         | 리스본 |
| 에어발틱             | 리가, 탈린 계절편: 그란 카나리아 |
| 에어 세르비아        | 베오그라드 |
| 크로아티아 항공      | 계절편: 스플리트 |
| LOT 폴란드 항공      | 바르샤바 |
| 위즈에어             | 그단스크, 크라우프 |
| 선클래스 항공        | 전세편: 가지파샤, 그란 카나리아, 라르나카, 로도스, 바르나, 살, 스키아토스, 스플리트, 안탈리아, 카니아, 카발라, 테네리페(남부), 팔마데마요르카, 푸켓, 프리베자, 헤라킬리온 |
| 제트타임             | 전세편: 라르나카, 로도스, 사모스, 카니아 |
| 브란튼 국제항공      | 전세편: 스플리트, 테네리페(남부) |
| TUI 항공 노르딕      | 전세편: 끄라비, 잔지바르, 칸쿤, 푸켓 |
| 아이슬란드 항공      | 레이캬비크 |
| 핀에어               | 헬싱키 |

### 국내선
| 항공사             | 목적지 |
| ------------------ | --- |
| 스칸디나비아 항공  | 롱위에아르뷔엔, 보되, 스타방에르, 알타, 올레순, 크리스찬산, 크리스티안순, 키르케네스, 트론하임, 트롬쇠, 하르스타드/나르비크, 헤우게순,                         |
| 노르웨이 에어 셔틀 | 락셀프, 몰데, 바르두포스, 보되, 스볼베르, 스타방에르, 올레순, 알타, 크리스티안순, 키르케네스, 트론하임, 트롬쇠, 하르스타드/나르비크, 헤우게순 계절편: 아뇌위아 |
| 위데뢰에 항공      | 베르겐, 산단, 송달, 외르스타볼다, 트론하임, 푀르데 계절편: 레크네스, 산드네스욘, 스볼베르, 브뢴뢰이순                                                          |
| DAT 항공           | 뢰로스, 스토르드, 외를란드, 플로뢰 |

### 화물 노선
| 항공사                  | 목적지                         |
| ----------------------- | ------------------------------ |
| 대한항공 카고           | 서울(인천), 빈                 |
| 베이징 캐피탈 항공 카고 | 청두(톈푸)                     |
| 홍콩 항공 카고          | 홍콩(첵랍콕)                   |
| CAL 화물 항공           | 리에주, 텔아비브               |
| 카타르 항공 카고        | 도하, 리에주                   |
| 실크웨이 웨스트 항공    | 바쿠                           |
| 에티오피아 항공 카고    | 리에주, 브뤼셀, 서울(인천)     |
| 마르틴에어              | 암스테르담                     |
| 터키항공 카고           | 이스탄불(아르나부코이), 헬싱키 |
| 스프린트에어            | 보되, 스볼베르, 트롬쇠         |
| 아마폴라 플라이         | 트론하임                       |

## 참조

### 참고 문헌
- Bredal, Dag (1998). 《Oslo lufthavn Gardermoen: Porten til Norge》 (노르웨이어). Schibsted. ISBN 82-516-1719-7.
- Wisting, Tor (1989). 《Oslo lufthavn Fornebu 1939–1989》 (노르웨이어). TWK-forlaget. ISBN 82-90884-00-1.